# 힐베르트 곡선

힐베르트 곡선을 생성하는 과정

수학에서, 힐베르트 곡선(영어: Hilbert curve)은 평면 위의 프랙탈 공간 채움 곡선의 하나이다.

## 정의

1차 힐베르트 다각형
2차 힐베르트 다각형
3차 힐베르트 다각형

힐베르트 곡선 {\displaystyle h\colon [0,1]\to [0,1]\times [0,1]}은 다음과 같은 연속 함수들의 열 {\displaystyle h_{n}\colon [0,1]\to [0,1]\times [0,1]} ({\displaystyle n\in \mathbb {Z} ^{+}})의 균등 극한이다.
1. (1차 힐베르트 다각형) 구간 {\displaystyle [0,1]}을 4등분하고, 정사각형 {\displaystyle [0,1]\times [0,1]}을 4개의 부분 정사각형으로 등분한다. 분할된 4개의 구간과 4개의 정사각형을 대응시킨다. (이웃하는 구간은 이웃하는 정사각형과 대응한다.) 이제 이웃하는 두 구간에 대응하는 두 정사각형의 중심을 이어붙인다.
2. (2차 힐베르트 다각형) 다시 각 구간과 그에 대응하는 정사각형을 4등분한 뒤, 16개의 구간과 16개의 정사각형을 대응시킨다. (각 구간의 부분 구간은 그 구간에 대응하는 정사각형의 한 부분 정사각형에 대응하며, 이웃하는 구간은 이웃하는 정사각형과 대응한다.) 15쌍의 이웃하는 구간에 대응하는 15쌍의 정사각형의 중심을 이어붙인다.
3. (3차 힐베르트 다각형) 16개의 구간과 16개의 정사각형을 각각 64개의 부분 구간과 64개의 부분 정사각형으로 등분하여 같은 과정을 반복한다. 이러한 과정은 1차 힐베르트 다각형과 ‘닮은’ 부분 곡선을 2차 힐베르트 다각형과 닮은 모양으로 대체하는 것으로 요약할 수 있다.

{\displaystyle (h_{n})_{n\in \mathbb {Z} ^{+}}}이 {\displaystyle h}로 균등 수렴함은 다음과 같이 보일 수 있다. 축소 구간 정리에 따라, 임의의 {\displaystyle t\in [0,1]}에 대하여, {\displaystyle (h_{n}(t))_{n\in \mathbb {Z} ^{+}}}는 어떤 점 {\displaystyle h(t)\in [0,1]\times [0,1]}로 수렴한다. {\displaystyle h(t)}와 {\displaystyle h_{n}(t)}는 {\displaystyle n}번 분할로 얻어진 변의 길이가 {\displaystyle 1/2^{n}}인 같은 작은 정사각형에 속하며, 따라서 이들 사이의 거리는 작은 정사각형의 대각선을 넘지 않는다. 즉, 다음이 성립한다.
{\displaystyle |h(t)-h_{n}(t)|\leq {\sqrt {2}}/2^{n}\qquad (\forall t\in [0,1],n\in \mathbb {Z} ^{+})}
따라서 {\displaystyle (h_{n})_{n\in \mathbb {Z} ^{+}}}은 {\displaystyle h}로 균등 수렴한다.

### 명시적 표현
구간 {\displaystyle [0,1]} 속의 수를 4진법으로 나타내고, 정사각형 {\displaystyle [0,1]\times [0,1]} 속 점을 복소수로 여겼을 때, 힐베르트 곡선은 다음과 같이 명시적으로 나타낼 수 있다.:17, (2.3.13); 18, (2.4.3)
{\displaystyle h\colon [0,1]\to [0,1]\times [0,1]}
{\displaystyle {\begin{aligned}h(t)&=\sum _{j=1}^{\infty }(-1)^{e_{3j}}2^{-j}\operatorname {sgn}(t_{j})(t_{j}-1+(-1)^{d_{j}}i)\exp(i\pi d_{j}/2)\\&=\sum _{j=1}^{\infty }(-1)^{e_{0j}}2^{-j}\operatorname {sgn}(t_{j})((1-d_{j})t_{j}-1+(1-d_{j}t_{j})i)\end{aligned}}}
여기서
- {\displaystyle t=0.t_{1}t_{2}t_{3}\cdots _{(4)}}는 {\displaystyle t}의 4진법 전개이다.
- {\displaystyle e_{kj}=|\{r\in \{1,2,\dots ,j-1\}\colon t_{r}=k\}|\in \mathbb {Z} /2\mathbb {Z} =\{0,1\}}
- {\displaystyle d_{j}=e_{0j}+e_{3j}\in \mathbb {Z} /2\mathbb {Z} =\{0,1\}}
- {\displaystyle \operatorname {sgn} }은 부호 함수이다.
- {\displaystyle \exp }는 지수 함수이다.
- {\displaystyle i}는 허수 단위이다.

## 성질
힐베르트 곡선은 다음 성질들을 만족시킨다.:§§2.1–2.2
- 균등 연속 함수이다.
- 전사 함수이다.
- 단사 함수가 아니다. (이는 네토 정리의 특수한 경우이며, 또한 자체적으로도 쉽게 보일 수 있다.)
- 모든 곳에서 미분 불가능하다. 특히, 립시츠 연속 함수가 아니다.

## 역사
다비트 힐베르트가 1891년 논문에서 제시하였다. 이는 처음 제시된 공간 채움 곡선이 아니지만 (최초의 공간 채움 곡선은 주세페 페아노가 제시하였다), 그가 논문에 실은 그림은 공간 채움 곡선의 생성 과정을 설명하는 최초의 그림이다 (#정의에서의 그림과 유사하다).:10

## 같이 보기
- 참조 국부성

## 참고 문헌
1. 1 2 3  Sagan, Hans (1994). 《Space-Filling Curves》. Universitext (영어). New York, NY: Springer. doi:10.1007/978-1-4612-0871-6. ISBN 978-0-387-94265-0. ISSN 0172-5939. MR 1299533. Zbl 0806.01019.
2. ↑  Hilbert, David (1891). “Ueber die stetige Abbildung einer Linie auf ein Flächenstück”. 《Mathematische Annalen》 (독일어) 38: 459–460. doi:10.1007/BF01199431. ISSN 0025-5831. JFM 23.0422.01. MR 1510683.